# Cleistes unifoliata
Cleistes unifoliata är en orkidéart som först beskrevs av Charles Schweinfurth, och fick sitt nu gällande namn av Germán Carnevali och Ivón Mercedes Ramírez Morillo. Cleistes unifoliata ingår i släktet Cleistes, och familjen orkidéer. Inga underarter finns listade i Catalogue of Life.